# كودي لوندن
كودي لوندِن من (مواليد 15 مارس 1967) هو معلم على كيفية البقاء على قيد الحياة في البرية في مدرسة مهارات الحياة للسكان الأصليين في بريسكوت، أريزونا، التي أسسها في عام 1991. يلقي دروس عن مهارات البقاء على قيد الحياة البرية بطريقة عصرية، ومهارات البقائية، والاستعداد الحضري، ونمط حياة السكن الزراعي. كان لوندن أيضًا مقدمًا مشاركًا سابقًا في المسلسل التلفزيوني الواقعي لقناة ديسكفري، شركاء البقاء.